# روي غرانفيل
روي غرانفيل (بالإنجليزية: Roy Granville)‏ هو مهندس الصوت أمريكي، ولد في 12 أغسطس 1910 في لوس أنجلوس في الولايات المتحدة، وتوفي في 1 سبتمبر 1986 في ميسا في الولايات المتحدة.

## وصلات خارجية
- روي غرانفيل على موقع IMDb (الإنجليزية)